# Ейхельман Отто Оттович
О́тто О́ттович Е́йхельман (27 квітня 1854, Санкт-Петербург, Російська імперія — 12 лютого 1943, Прага, Протекторат Богемії і Моравії) — український громадсько-політичний і державний діяч, вчений-правознавець, професор Київського університету, Українського вільного університету. Автор проєкту Конституції УНР та «Програм для складання Зводу законів для звільненої України».

## Життєпис
Народився 27 квітня 1854 р. в м. Санкт-Петербурзі. Закінчив юридичний факультет Дерпського університету (1875). У 1880 р. захистив докторську дисертацію з міжнародного права. З 1882—1920 р. — професор кафедри загальної історії права та міжнародного права на юридичному факультеті Київського університету.
У 1880—1882 р.р. працював доцентом, потім професором держ. та адм. права Демидовського юридичного ліцею в м. Ярославлі: тут же у 1880 р. захистив докторську дисертацію. Від квітня 1882 р. працював у Київському університеті: завідувач кафедри історії; у 1883 р. очолив кафедру міжнародного права; від 1905 р. — декан юридичного факультету. У 1908—1913 роках — директор Київського комерційного інституту.

### Українська революція
Брав участь в урядах Української Народної Республіки. У 1918 р. працював в міністерствах торгівлі і промисловості та закордонних справ. У 1918—1920 роках — товариш міністра закордонних справ УНР.
- Члени делегації Української Держави на переговорах з РРФСР 1918 року. Сидять зліва направо: Олександр Сливинський, Сергій Шелухін, Дмитро Дорошенко, Отто Ейхельман, стоять : 1-й зліва Михайло Білинський, 5-й зліва Євген Мишковський.

Для потреб УНР розробив проєкт Конституції, в основу якої поклав драгоманівську ідею про державу, як «спілку громад».
Над проєктом Конституції УНР Отто Ейхельман почав працювати на початку 1918 р. Цей документ, став своєрідним підсумком конституційно-правових поглядів Ейхельмана. Метою розробки та введення конституції, на переконання вченого, було встановити такий державний устрій, який «цілком відповідатиме потребам всіх народних мас і вищій духовній та економічній культурі в країні». Принципового значення О. Ейхельман надавав питанням конституційно-правового регулювання здійснення безпосередньої демократії. Цей документ містить 345 пунктів, а його особливістю є обґрунтування федерально-державного устрою України. Запропонований проєкт Основного закону не здобув достатньої кількості прихильників серед членів конституційної комісії та Національної Ради. Лише кілька з них підтримали проєкт Ейхельмана, посилаючись на його цікаві елементи юридичного та адміністративного характеру.

### Еміграція
- Група професорів Українського вільного університету у Празі, 1926. Отто Ейхельман — 6-й зліва у першому ряду.

У 1921 р. він емігрує до Чехословаччини. Працював в Українському вільному університеті (Прага,1921—1943) та в Українській господарській академії (Подєбради, 1922—1936). З відкриттям у Празі Українського Інституту громадознавства (1924) став дійсним членом секції соціології, а з 1926 р. заступником директора інституту. Його соціологічні погляди формувалися під впливом концепції «психологічних впливів» Вільгельма Вундта, ідей філософії природного права та біхевіористської соціологічної традиції.
Помер Отто Ейхельман 12 лютого 1943 р. в м. Празі.

## Основні праці
«Історія іноземних законодавств» (1884), «Програма курсу міжнародного права» (1885), «До питання історії міжнародного права» (1886), «Конспект лекції з міжнародного права» (1887), «Замітки про міжнародні трактати і міжнародне приватне право. Історичний нарис учень про право і державу» (1892), «Нарис із лекції з міжнародного права» (1909). Уклав збірник міжнародних договорів, підписаних Росією. Брав участь у підготовці проєкту Конституції Російської Імперії, розробив проєкт виробничого закону. Автор проєкту Конституції УНР та «Програм для складання Зводу законів для звільненої України».

## Вшанування
- У листопаді 2021 року рішенням Київради вулицю Костюка було названо на честь професора Ейхельмана.[3]